# Макс Шублие
Максѝм М. Шублиè (на френски: Maxime M. Choublier), по-известен като Макс Шублиè, е френски дипломат, юрист и историк.

## Биография
Роден е през 1873 година. Защитава докторат по право и става адвокат в Апелативния съд. Шублие е автор на важна книга, посветена на Източния въпрос със заглавие La question d'Orient depuis le traité de Berlin, издадена в 1897, второ преработено и допълнено издание в 1899 и преиздадена в 2010 година. Шублие изразява мнението, че Източният въпрос води началото си от XVIII век с упадъка на Османската империя в района на Черно море. В книгата си пише, че Източният въпрос включва и други въпроси относно владението на оставащите в Османската империя територии в Европа, Мала Азия, Сирия и Египет и възможното активизиране на мюсюлманския фанатизъм в Азия и Северна Африка. Съавтор е на изданието Conférences du groupe français de l'Ecole internationale: Exposition universelle de 1900, публикувано в 1901 година.
Шублие е вицеконсул на Франция в Битоля, тогава в Османската империя. Заема длъжността преди и по време на Илинденско-Преображенско въстание. Шублие дава отчет на началниците си за положението на населението в Битолско и осведомява обществеността за репресиите над населението от османските власти, в резултат на въстанието. Френската общественост, осведомена за събитията от рапортите на Шублие, организира протести срещу репресиите на българското население в Македония. Шублие прекарва общо 10 години в Македония, заемайки постове в Скопие, Солун, а също така и в Пловдив. В 1911 година е номиниран за консул в Щутгарт. Но скоро след това напуска дипломатическата кариера и се залавя с бизнес.
Кавалер е на Ордена на Почетния легион,
Умира в 1933 година в Паламос, Испания.